# الدوري الليبي الممتاز 2017–18
دوري الدرجة الأولى الليبي 2017–18 هو موسم من دوري الدرجة الأولى الليبي. أشرف على تنظيمه الاتحاد الليبي لكرة القدم، وكان عدد الأندية المشاركة فيه 28، وفاز فيه نادي النصر الليبي.